# Markowce (rejon tyśmienicki)
Markowce (ukr. Марківці) – wieś w rejonie iwanofrankiwskim obwodu iwanofrankowskiego, założona w 1435. 
Przez wieś przepływa rzeka Strymba - lewy dopływ Worony w dorzeczu Dniestru. W pobliżu znajduje się stacja kolejowa Markowce, położona na linii Lwów – Czerniowce.

## Historia
Prywatna wieś szlachecka prawa wołoskiego, położona była w ziemi halickiej województwa ruskiego. Własność klasztoru dominikanów w Tyśmienicy od 1634 r.  
W II Rzeczypospolitej miejscowość była siedzibą gminy wiejskiej Markowce w powiecie tłumackim województwa stanisławowskiego.  
Kościół rzymskokatolicki pw. Najświętszego Serca Pana Jezusa zbudowano tu z fundacji ziemiańskiej rodziny Ładomirskich w latach 1908-1910. Ekspozytura parafialna, a od 1923 r. samodzielna parafia, która posiadała kaplice: murowaną we wsi Lackie Szlacheckie oraz drewnianą we wsi Odaje. Po II wojnie kościół w Markowcach został zamieniony na  spichlerz. W latach 2004–2006 wyremontowany przez grekokatolików i użytkowany jako cerkiew.  
Wg spisu niemieckiego w czasie II wojny światowej w 1943 roku liczba ludności wynosiła 1432.  
W 2001 r. wieś liczyła 1044 mieszkańców.  